# Haring en wittebrood
Haring en wittebrood zijn etenswaren die volgens traditie elk jaar op 3 oktober tijdens de viering van Leidens Ontzet aan de burgers van Leiden worden uitgereikt. Dit gebeurt van oudsher in de Waag. Het verwijst naar het einde van het Spaanse beleg van de stad op 3 oktober 1574, waarbij de bevrijders, de Watergeuzen, via de Vliet de stad binnen voeren om vervolgens haringen en wit brood uit te delen aan de hongerige Leidenaren.
Een ander traditioneel gerecht dat tijdens Leidens Ontzet wordt gegeten is hutspot.